# Walk of Life
"Walk of Life" é uma canção da banda de rock britânica Dire Straits, sendo a terceira canção de seu quinto álbum de estúdio Brothers in Arms (1985). Posteriormente, apareceu em seu álbum ao vivo On the Night (1993). Foi lançada como single em 29 de novembro de 1985, mas estava disponível pela primeira vez como o lado B de "So Far Away", lançado antes do álbum.
Alcançou a sétima posição nas paradas dos Estados Unidos e foi seu maior sucesso comercial no Reino Unido (junto com "Private Investigations"), chegando à posição de número dois. A faixa também apareceu em três coletâneas: Money for Nothing (1988), Sultans of Swing: The Very Best of Dire Straits (1998) e The Best of Dire Straits & Mark Knopfler: Private Investigations (2005).

## Vídeo musical
O vídeo musical que acompanha "Walk of Life" foi lançado no mesmo ano. O vídeo mostra o grupo tocando a música no palco, intercalada com vídeos dos erros de gravação de esportes.

## Lista de faixas
- LP de 7 polegadas

1. "Walk of Life" – 4:07
2. "One World" – 3:36

- LP de 12 polegadas

1. "Walk of Life" – 4:07
2. "Why Worry" (Instrumental) – 3:56
3. "One World" – 3:36

## Paradas musicais
| País/Parada (1985–86)                         | Melhor posição |
| --------------------------------------------- | -------------- |
| África do Sul (Springbok Radio)               | 2              |
| Alemanha Ocidental (Official German Charts)   | 15             |
| Áustria (Ö3 Austria Top 75)                   | 18             |
| Bélgica (Ultratop 50 de Flandres)             | 32             |
| Canadá (RPM Top Singles)                      | 7              |
| Espanha (PROMUSICAE)                          | 13             |
| Estados Unidos (Billboard Adult Contemporary) | 4              |
| Estados Unidos (Cash Box)                     | 10             |
| Estados Unidos (Billboard Hot 100)            | 7              |
| Estados Unidos (Billboard Mainstream Rock)    | 6              |
| Europa (European Hot 100 Singles)             | 8              |
| Irlanda (IRMA)                                | 1              |
| Nova Zelândia (Recorded Music NZ)             | 3              |
| Países Baixos (Dutch Top 40)                  | 20             |
| Países Baixos (Single Top 100)                | 17             |
| Reino Unido (UK Singles Chart)                | 2              |
| Suíça (Schweizer Hitparade)                   | 24             |